# Cimera de la Festa de l'Estendard

La Cimera de la Festa de l'Estendard

La cimera de la Festa de l'Estendard és la cimera del Casal de Barcelona portada pel jurat portaestendard a la Festa de l'Estendard a la ciutat de Mallorca des de la concessió del rei Martí l'Humà de portar aquest símbol reial (1407) fins al segle xvi. En aquest segle es mitificà com a relíquia de Jaume I i durant dos segles s'exposà a la Festa vora el retrat d'aquest rei. L'any 1831 fou reclamada per la monarquia espanyola i des d'aleshores es troba a la Real Armería de Madrid.

## Descripció
És la millor de les poques cimeres medievals conservades i coincideix formalment amb la representació de la cimera del Casal de Barcelona que apareix en els escuts anteriors i de l'època. És de cuiro bullit, afaiçonat i gofrat, cobert de guix, daurat i puntejat a la part del cos de la vibra. Les ales tenen un suport de tela i un guarniment com el de la resta. La part inferior és de cartró i tela; té forma de cervellera i tenia una decoració d'escutets de la Universitat de la Ciutat que es va perdre a l'incendi de 1884.

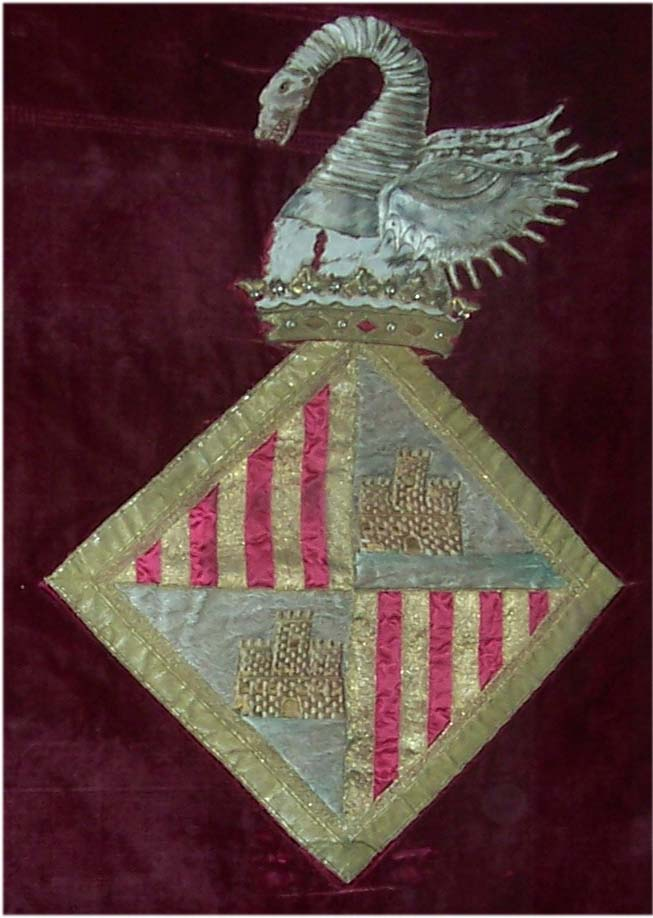
Escut de Palma amb la cimera de la Festa de l'Estendard, sense elm. Brodat. S. (Arxiu Municipal de Palma)

En comparació amb les representacions de la vibra en la cimera del Casal de Barcelona, la de la Festa de l'Estendard té el cap petit i de serp, ha perdut les urpes frontals i durant un quant temps les ales es varen posar perpendiculars al cos i actualment es troben amb la punta cap amunt, d'acord amb les representacions medievals. No se n'ha conservat el mantellet, o llambrequins, que penjava a la banda posterior, blau segons les miniatures conegudes. Tampoc no s'ha conservat l'elm sobre el qual es col·locava, perquè devia ser de propietat de cada portaestendard.

## Història
Martí l'Humà concedí l'any 1407 que, per tal d'honorar més la Festa de l'Estendard, el jurat portaestendard hi pogués dur la cimera reial amb l'Estendard o penó i els sobresenyals amb els Pals del Casal de Barcelona que ja portava («Quod juratus ferens lo standart posent ferre simeram regiam. […] maxima et jocunda festivitas annis singulis consuevit, pennonem et etiam intersigna et alios apparatus regales in majoris honoris festivitatis ejusdem perlucidam claritatem jam ferre est solitus; ut ipsa festivitas amplius honoretur tenore presentis damus et concedimus docto jurato presenti et quicumque fuerit pro tempore, licentiam et plenariam facultatem quod possit et ei liceat, absque reprehentione et alicujus pene incursu, deferre una cum pennone et armis ac paramentis predictis nostram emprisiam de la simera sive timbre anno quolibet in perpetuum die festivitatis jam dicti» [València, 10-111407]). A la segona meitat del segle xv, als inventaris, aquesta cimera s'anomenava ratapinyada i al cap de cent anys, ratpenat. Al segle xvi, en un moment de mitificació del rei Jaume I el Conqueridor, aquest objecte se li atribuí amb altres de relacionats amb el portaestendard i amb unes armes de foc antigues i des d'aleshores s'exposaren com a armes mítiques de Jaume I a la Festa de l'Estendard devora el retrat de Jaume I.
L'any 1831 la cimera amb els altres objectes foren reclamats pel Real Patrimonio espanyol com a propis. L'historiador Joaquim M. Bover i Rosselló (1810-1865) n'havia denunciat un suposat abandó i en proposà el trasllat a Madrid a fi de garantir-ne la conservació en un moment que la Festa de l'Estendard havia arribat a la màxima decadència. Aleshores la cimera i els altres objectes foren tramesos per l'Ajuntament de Palma a la Real Armería de Madrid, on patiren l'incendi de 1884 i s'hi troben actualment les que s'hi salvaren, que són la majoria, més algun objecte que s'hi afegí com és el cas d'una espasa procedent de l'església parroquial de Sant Miquel, tal volta relacionada amb la festa de l'Àngel Custodi de la ciutat de Mallorca.
L'any 1932, l'Ajuntament republicà de Palma aprovà de reclamar al govern espanyol la devolució de la cimera i dels altres objectes relacionats amb la Festa de l'Estendard, però no s'aconseguí la devolució. Durant la Dictadura franquista es demanà el dipòsit d'aquests objectes al Castell de l'Almudaina, mantenint la propietat del Real Patrimonio. L'any 1994 l'Ajuntament, a proposta del Partit Socialista de Mallorca, repetí la reclamació i aleshores la Real Armería de Madrid trameté unes còpies de la cimera, de prou mala qualitat, una de les quals des d'aleshores s'exposa a la Festa de l'Estendard. Des de la tramesa de la còpia, l'Ajuntament de Palma ha fomentat la denominació de cimera del rei Martí, encara que aquest rei no trameté la cimera conservada sinó que donà permís per a usar la de la vibra.